# Stipa blackii
Stipa blackii är en gräsart som beskrevs av Charles Edward Hubbard. Stipa blackii ingår i släktet fjädergrässläktet, och familjen gräs. Inga underarter finns listade i Catalogue of Life.